# Orgel der Zionskirche (Worpswede)
Die Orgel der Zionskirche in Worpswede wurde 2011–2012 von Hendrik Ahrend in Anlehnung an das Vorgängerinstrument von Dietrich Christoph Gloger aus dem Jahr 1762 gebaut. Sie verfügt über 22 Register, die auf zwei Manualen und Pedal verteilt sind. Der bedeutende Neubau bereichert die Orgellandschaft zwischen Elbe und Weser und ist als Stilorgel mit kammermusikalischer Konzeption besonders für die Darstellung der Orgelwerke Johann Sebastian Bachs geeignet.

## Baugeschichte

### Neubau durch Gloger 1762

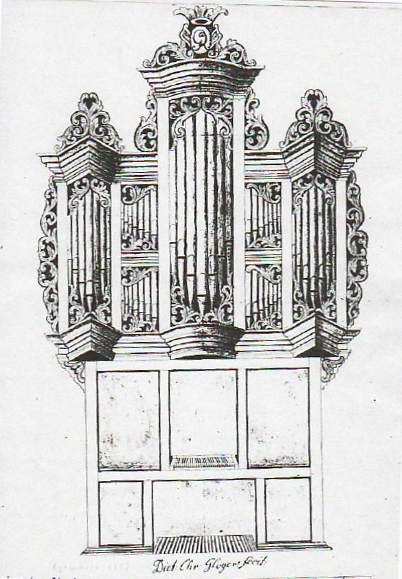
Entwurfszeichnung Glogers für die Orgel der Klosterkirche Osterholz

Nach Fertigstellung der Zionskirche, deren Bau Jürgen Christian Findorff 1757–1759 geleitet hatte, vereinbarte er im November 1759 den Neubau einer Orgel mit Gloger. Gloger war kein direkter Schüler von Arp Schnitger, führte aber dessen Tradition fort. Er heiratete die Witwe des Schnitgerschülers Nathanael Krusewitz und leitete dessen Stader Werkstatt, die Krusewitz nach dem Tod Schnitgers 1719 übernommen hatte. Die Disposition umfasste 15 Register auf einem Manual (10 Register) und Pedal (5 Register). Das Pedalwerk war hinterständig aufgestellt. Ursprünglich war wegen der niedrigen Empore ein Prospekt auf Basis eines Prinzipal 4′ vorgesehen. Dieser Plan wurde später aber wahrscheinlich zugunsten eines Prinzipal 8′ geändert. Auch die Gloger-Orgel der Klosterkirche St. Marien im benachbarten Osterholz aus dem Jahr 1752 basierte auf einem Prinzipal 8′. Die rekonstruierte Disposition von Gloger für Worpswede lautet wie folgt:
| I Hauptwerk C–  |     |
| Quintadena      | 16′ |
| Principal       | 8′  |
| Gedact          | 8′  |
| Octave          | 4′  |
| Flöte           | 4′  |
| Octave          | 2′  |
| Sesquialtera II |     |
| Mixtur IV       |     |
| Scharff III     |     |
| Trompete        | 8′  |

| Pedal C–    |     |
| Subbass     | 16′ |
| Principal   | 8′  |
| Octave      | 4′  |
| Dulcian (?) | 16′ |
| Trompete    | 8′  |

### Umbau durch Tappe 1831
Im Jahr 1830/1831 führte der Orgelbauer Peter Tappe einen Erweiterungsumbau durch, nachdem die Empore zu diesem Zweck tiefer gelegt worden war. Tappe ergänzte ein Oberwerk mit fünf Stimmen und ersetzte wahrscheinlich im Pedal den Dulcian durch eine Posaune, indem er längere Schallbecher anfertigte. Die Spielanlage wurde erneuert und der Spieltisch freistehend aufgestellt, sodass der Organist den Blick zum Altarbereich hatte. Ein Nachteil des Oberwerks war, dass bei beheizter Kirche die Stimmung von den anderen Werken abwich. Die Disposition mit 20 Registern ist 1833 bei Heinrich Renken überliefert:
| I Hauptwerk C–  |     |
| Quintadena      | 16′ |
| Principal       | 8′  |
| Gedact          | 8′  |
| Octave          | 4′  |
| Flöte           | 4′  |
| Octave          | 2′  |
| Sesquialtera II |     |
| Mixtur IV       |     |
| Scharff III     |     |
| Trompete        | 8′  |

| II Oberwerk C– |    |
| Doppelflöte    | 8′ |
| Flöte          | 4′ |
| Fugaris        | 4′ |
| Gemshorn       | 2′ |
| Fagott         | 8' |

| Pedal C–  |     |
| Subbass   | 16′ |
| Principal | 8′  |
| Octave    | 4′  |
| Posaune   | 16′ |
| Trompete  | 8′  |

### Neubau durch Peternell 1900
Die 1831 erweiterte Orgel war aufgrund ihrer komplizierten Traktur störanfällig. Als die Störungen und die Funktionseinschränkungen immer mehr zunahmen, schaffte die Gemeinde eine neue Orgel an. Die Gebrüder Peternell schufen im Jahr 1900 eine neue Orgel mit pneumatischer Traktur und 26 Registern. Die Orgel spiegelte den spätromantischen Stil ihrer Zeit wider und hatte entsprechend viele grundtönige Stimmen, die eine dynamische Differenzierung ermöglichten. Dies wurde zusätzlich durch einen Registerschweller unterstützt.

### Neubau durch Führer 1959
Auch die Peternell-Orgel wurde im Laufe der Jahrzehnte immer unspielbarer, sodass sie 1959 durch einen Neubau von Alfred Führer ersetzt wurde. Das neue Instrument war klanglich und konstruktionsmäßig durch das wiedereingeführte Werkprinzip, durch den Einsatz von mechanischen Schleifladen und viele hohe Register geprägt. 20 Register waren auf Hauptwerk und Brustwerk (je sieben Stimmen) sowie das seitliche Pedalwerk (6 Stimmen) verteilt. Aufgrund des Brustwerks war allerdings kein Hauptwerk auf Basis eines Prinzipal 8′ möglich. Zu den klanglichen Defiziten traten bei dem Nachkriegsinstrument technische Mängel und Materialermüdung auf, sodass der damalige Orgelrevisor Winfried Dahlke im Jahr 2002 die Möglichkeit eines Neubaus ins Spiel brachte.

### Neubau durch Ahrend 2012

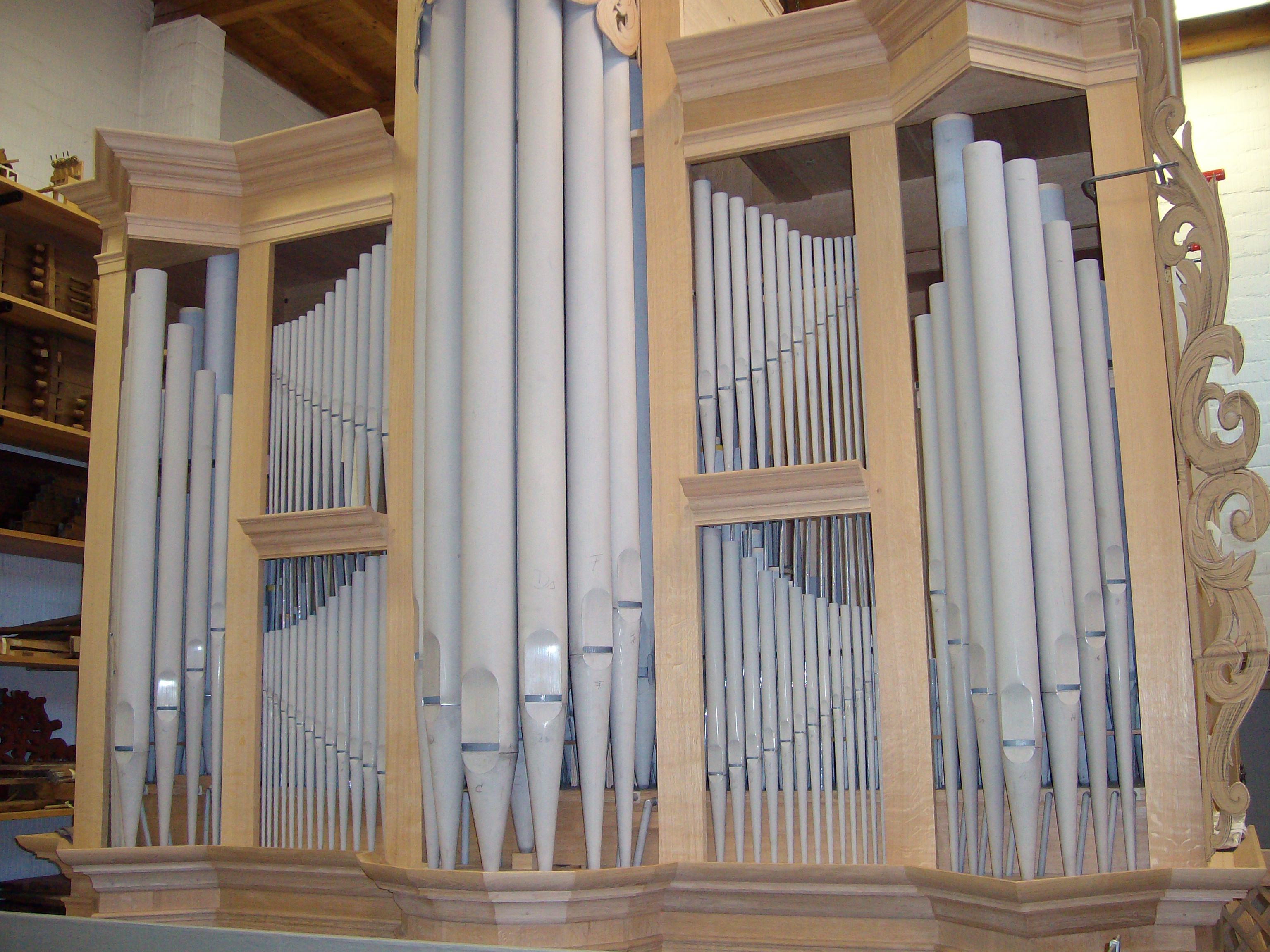
Prospektpfeifen mit Schutzfarbe in der Ahrend-Werkstatt (Januar 2012)

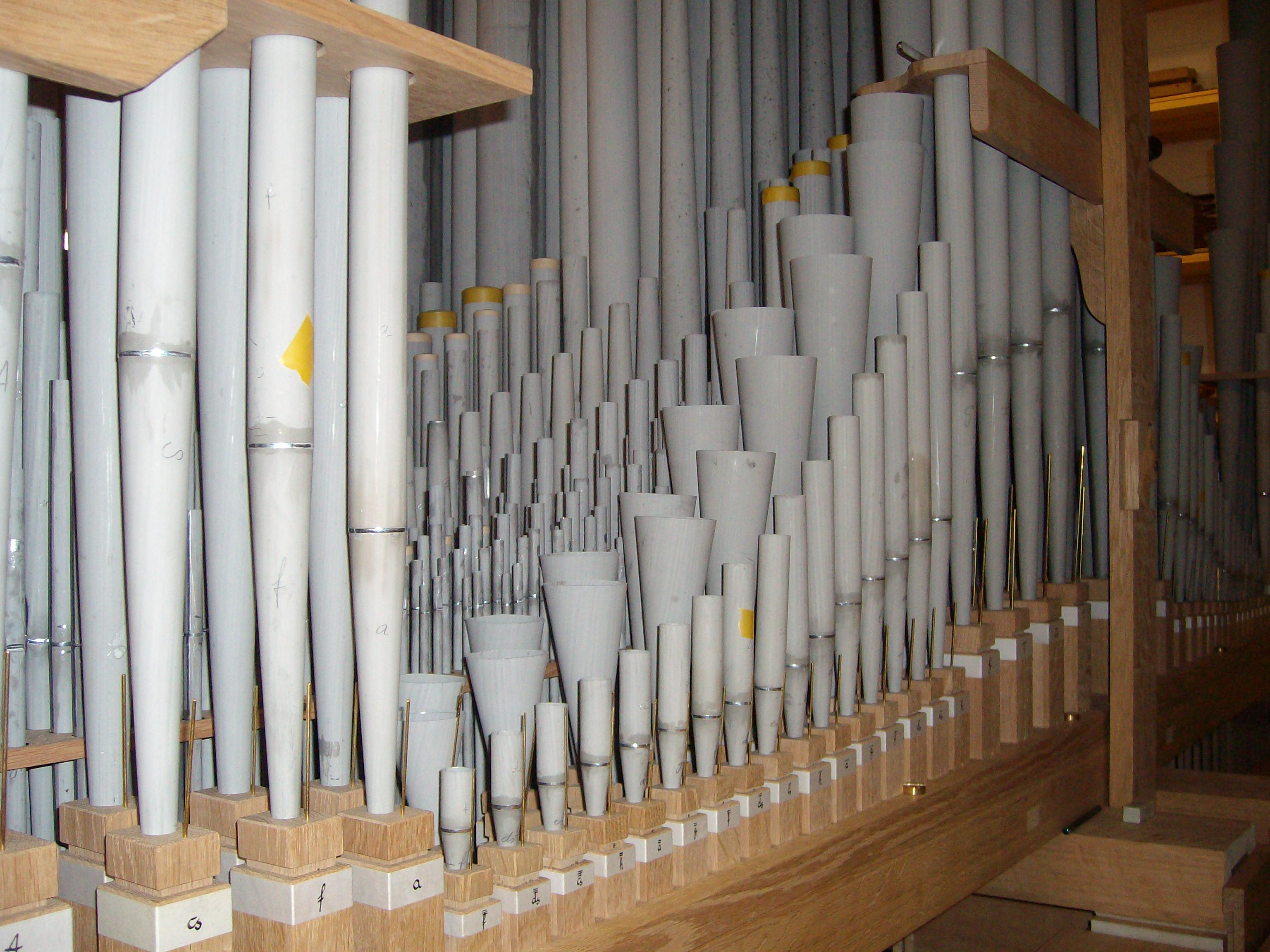
Blick in das Manualwerk: vorne der zylindrische Dulcian, dahinter die konische Trompete

Nach dem Entschluss für einen Orgelneubau begannen die Planungen im Jahr 2004. Ein Arbeitskreis unterstützte die Finanzierung des Orgelprojekts. Durch 300 Konzerte, Spenden und Patenschaften für einzelne Orgelpfeifen wurden mehr als die Hälfte der erforderlichen von € 540.000 finanziert. Auch Altbundeskanzler Helmut Schmidt übernahm eine Patenschaft. Die Europäische Union und die evangelische Landeskirche förderten das Projekt mit je € 100.000, der Verkauf der Führer-Orgel erbrachte € 30.000.
Das Konzept der Ahrend-Orgel lehnt sich an Glogers Orgel von 1762 an, erweitert es aber (wie Tappe im Jahr 1831) um ein zweites Manual, wenn auch in anderer Bauweise als Tappe. Das hinterständige Pedalwerk hat wie bei Gloger, Tappe und Peternell hinter dem Gehäuse der Manualwerke seinen Platz gefunden. Anders als bei Glogers Instrumenten ist der Subbass aus Holz gefertigt. Eine Besonderheit der Orgel ist die Verwendung einer Doppellade wie bei der Gloger-Orgel in Neuhaus (Oste) (1745): Die beiden Manualwerke stehen nach dem „durchgeschobenen“ System auf einer einzigen Windlade, die nach der Bauweise Glogers gespundet ist.
Der Prospekt ist wie bei vergleichbaren Orgeln von Arp Schnitger derselben Größe fünfachsig gegliedert: Ein polygonaler, überhöhter Mittelturm und zwei spitze Seitentürme umschließen je ein zweigeschossiges Flachfeld. In den Flachfeldern sind nur die Pfeifen in den oberen Feldern klingend. Entgegen Schnitger findet sich bei Gloger jedoch keine Terz-Aufstellung der Pfeifen in den Flachfeldern. Zudem reichen die profilierten Kämpferleisten nur bis an die Lisenen heran. Die Friese in den Profilen sind schmaler und die Konsolen unter dem Gurtkranz weisen eine andere Form auf. Die oberen und unteren Kranzgesimse sind in Worpswede reich profiliert. Die Pfeifenfelder werden nach unten und oben durch Rankenwerk abgeschlossen, das auch die seitlichen Blindflügel bildet und an einigen Stellen mit Blattgold verziert ist.
Statt des Nadelholzes, das Gloger aus Gründen der Kostenersparnis verwendet hatte, kam bei Ahrend für das holzsichtige Gehäuse und die meisten Bauteile Eichenholz zum Einsatz. Die Manualtasten sind mit Schlangenholz und Bein belegt. Die Intarsien sind aus Palisander, Bein und Ebenholz gefertigt. Die Disposition und die Mensuren der Pfeifen gründen sich auf die überlieferten Angaben zum Worpsweder Instrument und anderen Gloger-Orgeln und wurden an die Raumverhältnisse vor Ort angepasst.

## Disposition seit 2012
| I Hauptwerk CD–f3 |     |
| Quintadena        | 16′ |
| Principal         | 8′  |
| Gedackt           | 8′  |
| Octave            | 4′  |
| Flöte             | 4′  |
| Nasat             | 3′  |
| Octave            | 2′  |
| Mixtur IV         |     |
| Trompete          | 8′  |

| II Positiv CD–f3 |    |
| Gedackt          | 8′ |
| Spitzflöte       | 4′ |
| Fugaris          | 4′ |
| Gemshorn         | 2′ |
| Sesquialtera II  |    |
| Scharff III      |    |
| Dulcian          | 8′ |

| Pedal CD–f1 |     |
| Subbass     | 16′ |
| Principal   | 8′  |
| Octave      | 4′  |
| Mixtur III  |     |
| Posaune     | 16′ |
| Trompete    | 8′  |

- Koppeln: II/I, I/P

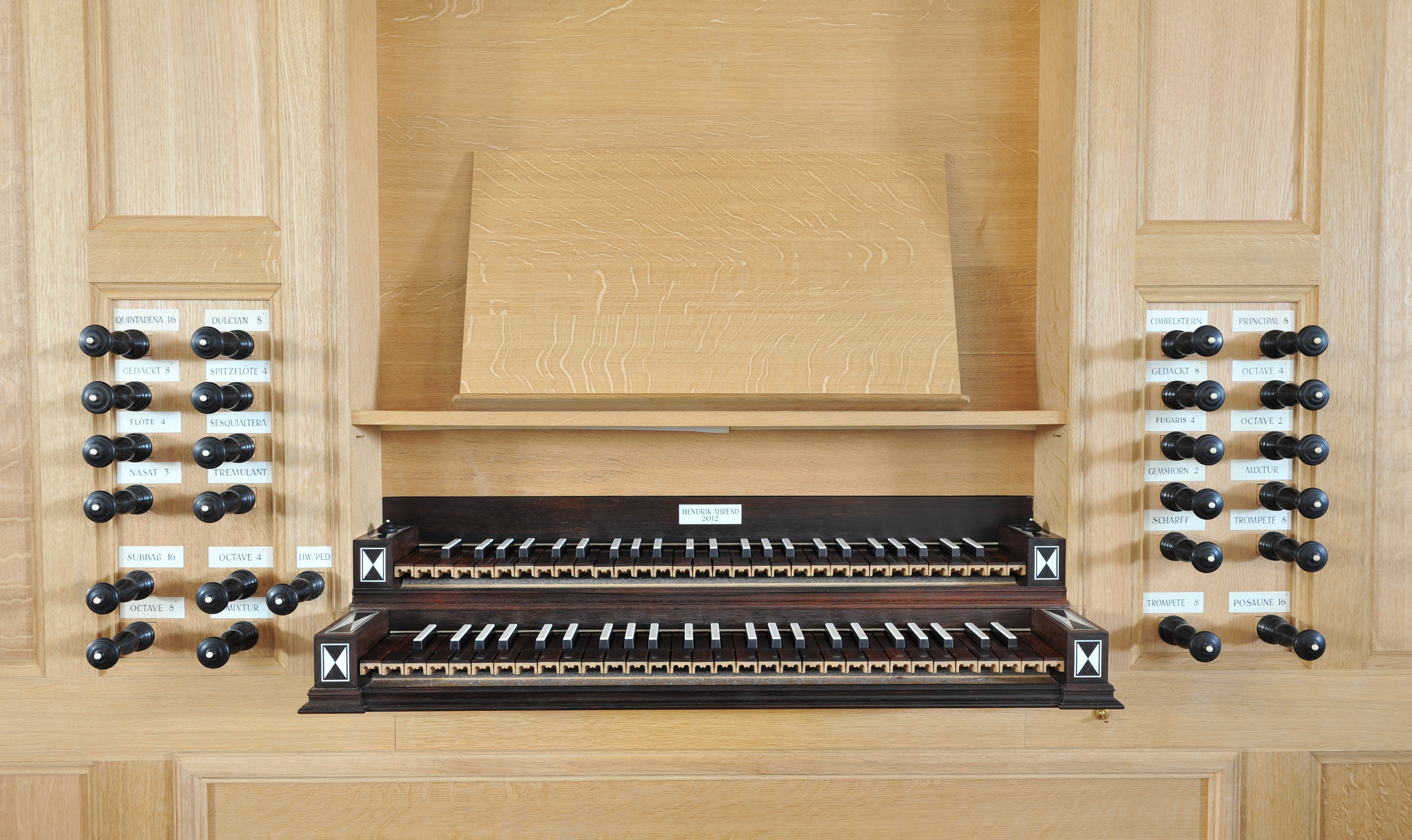
Neuer Spieltisch von Ahrend

- Nebenregister: Tremulant, Zimbelstern

## Technische Daten
- 22 Register
- Traktur:
  - Tontraktur: Mechanisch
  - Registertraktur: Mechanisch
- Windversorgung:
  - 3 Keilbälge
  - 69 mmWS Winddruck
- Stimmung:
  - Höhe: a1 = 442 Hz bei 18 °C
  - Bach-Kellner (1⁄5-Komma)[11]